# Hexatoma bifenestrata
Hexatoma bifenestrata är en tvåvingeart som beskrevs av Alexander 1938. Hexatoma bifenestrata ingår i släktet Hexatoma och familjen småharkrankar. Inga underarter finns listade i Catalogue of Life.